# Михайловка (Саратовский район)
Михайловка — село в Саратовском районе Саратовской области России. С 1 января 2022 года входит в состав городского округа Саратова.

## История
Основанное в XVIII веке на реке Латрык русское владельческое село получило название — Устиновка. Наименование было определено по фамилии помещика Устинова. Название Михайловка появилось после сооружения церкви Михаила Архангела. К востоку от села проходил Астраханский почтовый тракт из Саратова в Камышин. Здесь в 1859 году насчитывалось 103 двора, 346 мужчин и 356 женщин, имелась мельница. 
Земская школа в Михайловке стала работать с 1882 году. Сначала располагалась в старом частном доме, в начале XX столетия переехала в другое здание. В 1911 году в Михайловке проживали 330 мужчин и 791 женщина. 
В годы советской власти Михайловка являлась центром одноимённого сельсовета. 
Градообразующим предприятием в селе был совхоз «Михайловский». 15 октября 1975 года на улице Центральной свои двери открыла новая двухэтажная средняя школа.

## Физико-географическая характеристика
Село расположено в юго-западной части Саратовского района, на берегу реки Латрык. Расстояние до областного центра составляет 21 км. С областным центром село связано автодорогой с твёрдым покрытием. Налажено регулярное автобусное сообщение. 
| С-З | Аткарск ~ 81 км Ртищево ~ 186 км          | Петровск ~ 115 км Пенза ~ 237 км    | Хвалынск ~ 251 км Сызрань ~ 327 км | С-В |
| З   | Балашов ~ 186 км Воронеж ~ 488 км         | Роза ветров                         | Саратов ~ 20 км Ершов ~ 240 км     | В   |
| Ю-З | Жирновск ~ 162 км Ростов-на-Дону ~ 852 км | Волгоград ~ 367 км Камышин ~ 183 км | Новоузенск ~ 272 км                | Ю-В |

### Часовой пояс
Село Михайловка, как и вся Саратовская область, находится в часовой зоне МСК+1. Смещение применяемого времени относительно UTC составляет +4:00.

### Уличная сеть
В Михайловке двадцать четыре улицы, девять проездов и один переулок (Садовый). Также к селу относятся территории 28 садовых некоммерческих товарищества.

## Население
| 2002 | 2010  |
| ---- | ----- |
| 975  | ↗1015 |

В селе на 1 января 2018 года проживали 1074 человек, насчитывалось 346 домовладений.

## Инфраструктура
В настоящее время в Михайловке осуществляют свою деятельность: 
- средняя общеобразовательная школа,
- детский сад[10],
- филиал детской школы искусств[11],
- небольшой стадион,
- дом культуры,
- библиотека, книжный фонд которой составляет 6722 экземпляра, оформлена подписка на 30 наименований периодических изданий. Пользуются учреждением 560 человек. Работает клуб по интересам «Семицветик» для детей и подростков[12];
- фельдшерско-акушерский пункт[13],
- участковый полицейский пункт.

Работают несколько магазинов, отделение почтовой связи и филиал Сбербанка. 
Свою деятельность ведёт сельскохозяйственный производственный кооператив «Маяк». Пекарня Кудрявцева обеспечивает население села и близлежащих населённых пунктов свежей горячей выпечкой. Растениеводством активно занимаются несколько фермерских и сельскохозяйственных предприятий. 
Село газифицировано, газоснабжение подведено к 357 пользователям. Зарегистрировано 138 абонентов стационарной телефонной связи, действует одна котельная на газовом топливе.

## Достопримечательности
- Мемориал воинской Славы, односельчанам погибшим в годы Великой Отечественной войны.
- На территории села действует Храм Михаила Архангела. 1 ноября 2011 года совершён чин освещения нового Храма[15].
- Рядом с Храмом благоустроен и освящён родник, над которым была возведена часовня, рядом появился небольшой сквер с беседкой, обустроена купель[3].

## Транспорт
В Михайловку можно добраться на маршруте общественного транспорта № 232 от Центрального Колхозного рынка и автобусом № 350 со стадиона «Волга», ежедневно организовано до трёх рейсов.

## Фотогалерея
- Село на фотографиях
- МАОУ «СОШ с.Михайловка» (Сельская,средняя школа)
- Поклонный крест
- ДШИ с.Михайловка (Музыкальная школа,детская школа искусств )
- Детский сад
- МАУК «ДК с.Михайловка» (Дом культуры)

- Достопримечательности села
- Храм Михаила Архангела
- Монумент Героям войны
- Парк
- Сквер у Храма
- Родник

- Быт села
- Жилой дом
- Спортивная площадка
- Детская площадка
- Торговая площадь
- Сельскохозяйственное предприятие